# Sant Martí Sapresa
Sant Martí Sapresa es una localidad española perteneciente al municipio gerundense de Brunyola i Sant Martí Sapresa, en la comunidad autónoma de Cataluña.

## Historia
La localidad pertenece al término municipal gerundense de Brunyola i Sant Martí Sapresa, en la comunidad autónoma de Cataluña.
La localidad, perteneciente ya por entonces al término municipal de Bruñola, contaba hacia mediados del siglo XIX con 116 habitantes. En 2021 la entidad singular de población tenía 121 habitantes y el núcleo de población 52 habitantes. Aparece descrita en el decimotercer volumen del Diccionario geográfico-estadístico-histórico de España y sus posesiones de Ultramar de Pascual Madoz de la siguiente manera:

SAPRESA (San Martin vulgo de las Esposas): l. en la prov. y dióc. de Gerona (4 hor.), part. jud. de Sta. Coloma de Farnés (1), aud. terr., c. g. de Barcelona (20), ayunt. de Bruñola. sit. en un llano, de 1/2 hor. de estension; su clima es templado y sano; las enfermedades comunes son catarros y pulmonias. Tiene 60 casas, y una igl. parr. (San Martin) de la que son anejas las capillas de San Antonio, de San Pedro, de Sta. Bárbara y la de San Amans; se halla servida por un cura de ingreso, de provisión real y ordinaria; contiguo al templo está el cementerio. El térm. confina N. Vilanna y San Amans; E. y S. Bruñóla, y O. el mismo, y otra vez San Amans; en él se encuentran muchas casas dé campo , y cas. particularmente á la falda de las montañas. El terreno es bastante fértil, aunque flojo y de secano; se ha desmontado mucha parte; la montuosa está poblada de encinas, alcornoques y castaños, y los avellanos son comunes á todo él; le cruza el r. Oña, que nace al O. de la pobl.; y por esta pasa el camino que conduce á Olot. El correo se recibe de Sta. Coloma de Farnés. prod.: trigo, vino, legumbres y avellanas en abundancia; cria ganado de cerda, y caza de conejos y perdices. ind.: un molino de harina. pobl.: 12 vecinos, 64 alm. cap. prod.: 722,800 rs. imp.: 18,070.
(Madoz, 1849, p. 858)